# 안타나나리보
안타나나리보(말라가시어: Antananarivo, 문화어: 안따나나리부) 또는 타나나리브(프랑스어: Tananarive) 또는 간단히 줄여서 타나(Tana)는 마다가스카르의 수도로 마다가스카르섬의 거의 중앙에 위치한다. 마다가스카르 고원에 위치하고, 표고는 1,200미터를 넘는다.
마다가스카르 최대의 도시로 마다가스카르 경제의 중심지이기도 하다. 인구는 2005년 추산으로 1,613,375명이다. 안타나나리보는 역사적으로 메리나인(人)의 수도였고, 메리나인은 지금도 도시민의 대부분을 이루고 있다. 그러나 메리나인 이외에 마다가스카르의 다른 민족과, 중국인, 인도인, 유럽인을 포함한 외국인 또한 거주하고 있다.
최근 들어 도시화와 함께 급속한 확장이 이루어지고 있어, 교통, 쓰레기, 환경오염, 치안, 수도, 전력 문제가 발생하고 있다. 주요 건축물과 관광지로는 최근 복원된 왕궁과 안다피아바라트라 궁, 라이니하로 묘지, 침바자자 동물원, 마하마시나 운동장, 아노시 호(湖), 19세기의 대성당, 그리고 예술 고고학 박물관 등이 있다.

## 역사

### 초창기

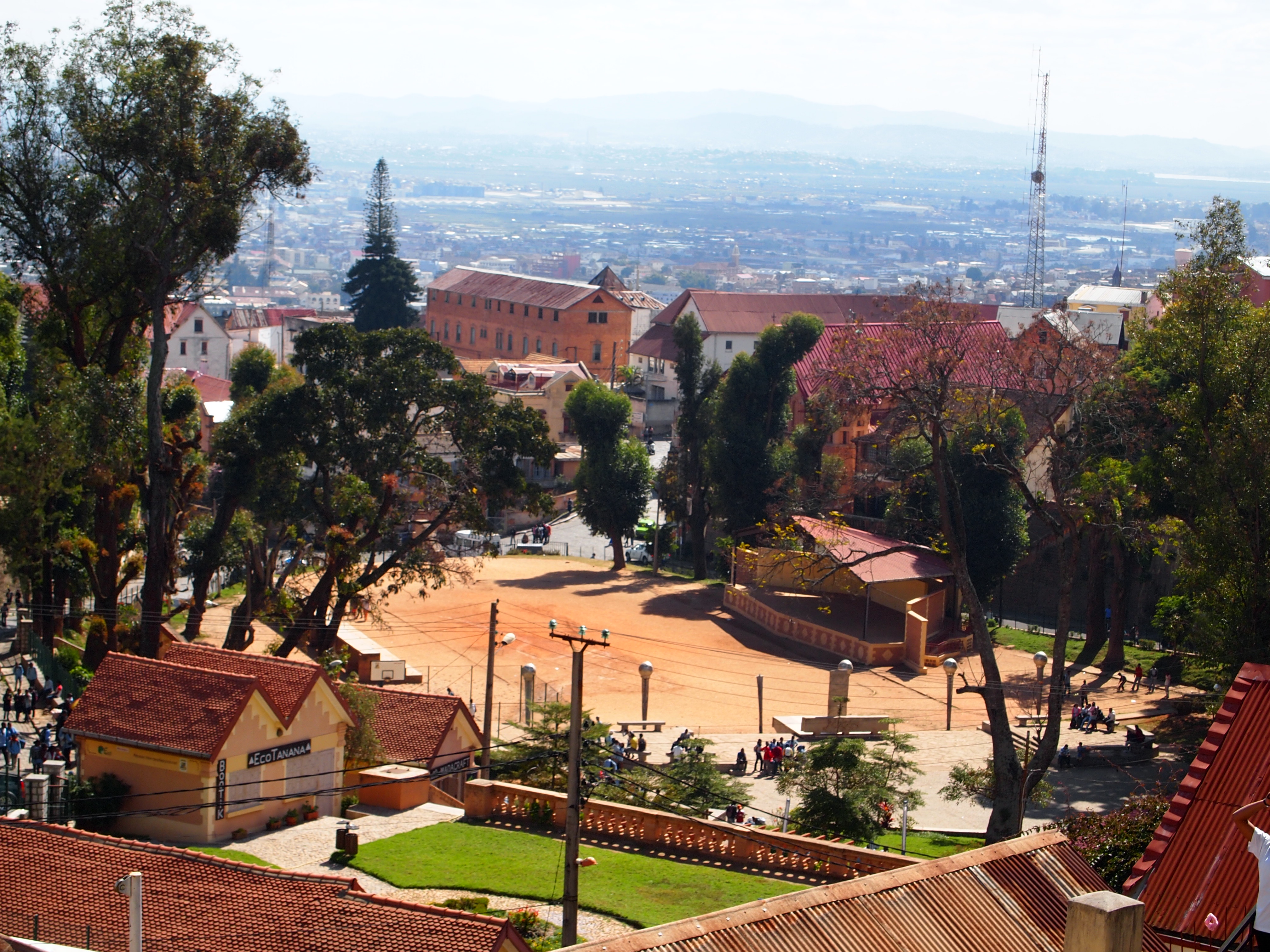
메리나 왕국의 군주가 신민들에게 연설했던 안도할로(Andohalo) 광장

남부 아프리카의 다른 도시들과는 달리, 안타나나리보는 식민지 시대 이전부터 이미 수도였다. 안타나나리보는 원래 "메리나 왕국의 신성한 열두 언덕" 중 하나인 아날라망가(Analamanga, 말라가시어 중앙 방언으로 "푸른 숲"이라는 뜻) 자리에 세워졌다.
17세기 초, 동남부 해안에서 메리나인들을 이끌고 이주한 메리나 왕국의 안드리안자카 왕(1612–1630)이, 이 곳에 살던 바짐바족을 몰아내고 건설하였다. 안드리안자카 왕은 이 지점을 그의 로바(요새화된 왕릉)를 세울 자리로 택했다. 구전(口傳)에 따르면, 안드리안자카 왕은 1천 명의 군사로 병영을 전개하고, 성공적으로 도시를 장악하고 이 자리를 지켰다고 한다. 이러한 전설에 유래하여, 이 도시는 안드리아마시나발로나 왕(1675~1710)에 의해 안타나나리보("천(千)의 도시)'라는 이름을 얻게 되었다. 그러나 1710년 안드리아마시나발로나 왕이 서거하자, 메리나인은 동서남북의 넷으로 분열되었고, 안타나나리보는 남부의 수도가 된다.
77년간의 내전 끝에, 동부 출신의 안드리아남포이니메리나 왕이 1793년 안타나나리보를 성공적으로 재정복해, 메리나 왕국을 재통일하고 내전을 끝냈다. 그는 1794년, 안타나나리보를 왕국의 정치적 수도로 되돌려놓았다. 그리고 그의 예전 근거지였던 암보히망가(Ambohimanga)를 왕국의 정신적 수도로 지정하였다. 안드리아나포이니메리나 왕은 아날라켈리에 큰 시장을 열게 하여, 안타나나리보의 경제 중심지를 수립했다.

### 메리나 왕국
1810년 즉위한 라다마 1세 때, 안타나나리보는 8만의 인구를 가진 가장 중요한 경제도시였다. 라다마는 유럽인 정착자와 런던선교협회(London Missionary Society, LMS) 선교사들에게 도시를 개방하였고, 1820년에 도착한 선교사들은 도시의 첫 공립학교를 세웠다. 선교사인 제임스 카메론(James Cameron)은 도시에 벽돌 만드는 법을 도입했고, 산업시설을 위한 수력발전을 위해 아노시 호수를 만들었다. 라다마 1세는 아노시 호수 근처의 "마하마시나"라고 불리던 평지에 군사훈련장을 만들었다. 라다마 1세가 마다가스카르섬의 다른 부족들을 정복해나가면서, 섬의 2/3이 그의 통치 아래 들게 되었다. 섬의 남부지역 대부분은 라다마 1세와 그의 후계자의 통치를 받지 않았지만, 라다마 1세와 통상조약을 맺었던 영국 외교관들은 그를 "마다가스카르의 통치자"로 인정했고, 그 칭호는 라다마 1세와 그의 후계자들이 사용했다. 그 후로, 메리나의 군주들은 안타나나리보를 섬 전체의 수도로 선언했다.

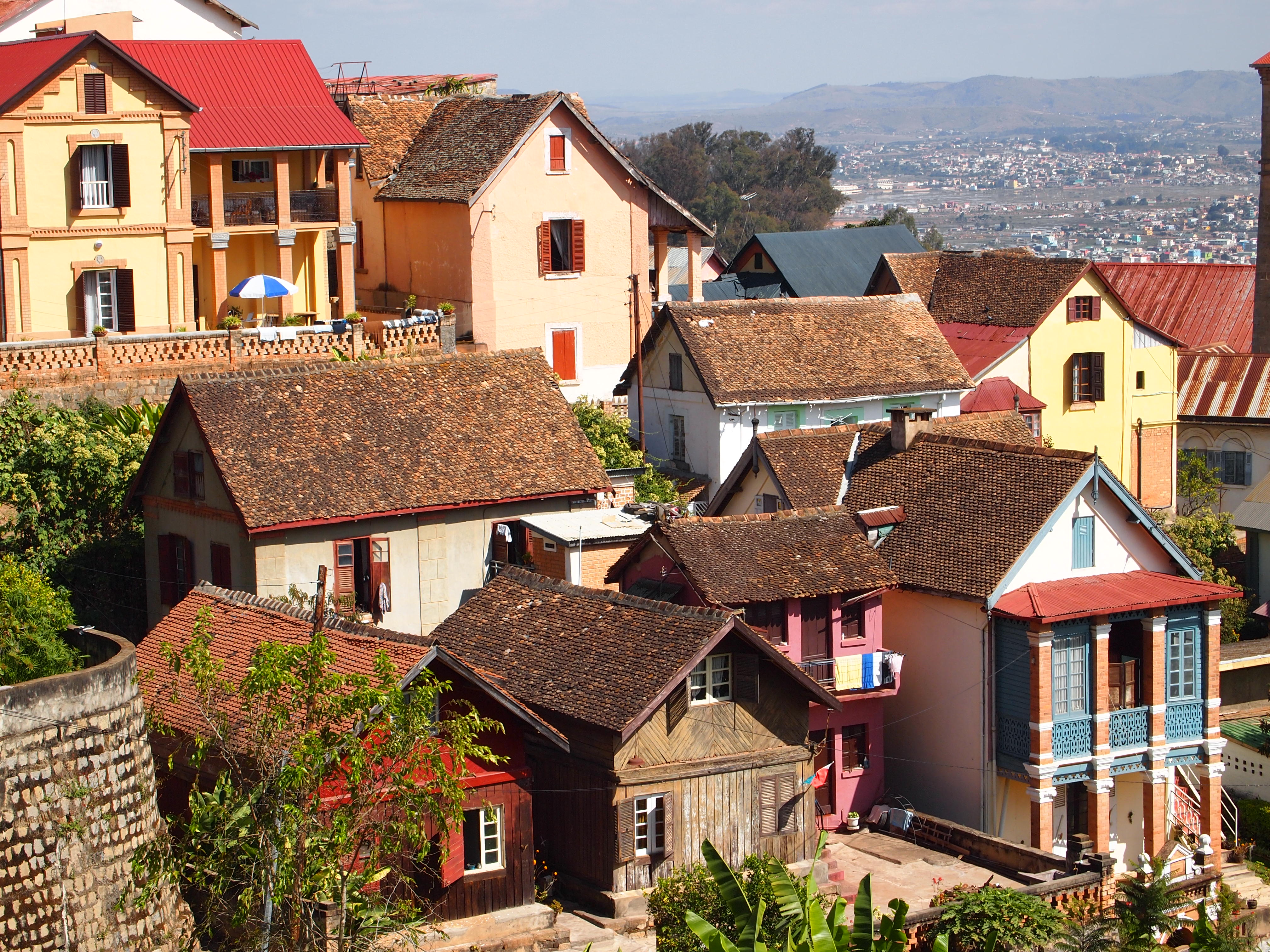
안타나나리보의 haute ville 지구에 있는 '트라노 가시'들

1867년, 안타나나리보는 여러 차례의 화재를 겪었다. 이에 라나발로나 2세 여왕은, 무덤 이외에 돌과 벽돌로 집을 지어도 좋다는 칙령을 내렸다. LMS 선교사들의 첫 벽돌집은 1869년에 세워졌다. 영국식, 크레올식과 말라가시 디자인이 혼합된 새로운 형태의 집은, 수도 안타나나리보를 포함한 고원지대에 급속히 퍼졌다. 트라노 가시(trano gasy : "말라가시식 집")라는 용어는, 나무로 된 베란다를 지탱하기 위해 집 앞쪽에 세워진 네 기둥이 있는, 전형적인 2층 벽돌집을 가리킨다. 19세기 후반에 이런 형태의 집은 귀족계층들의 전통적인 나무집 대부분을 대체하게 된다. 메리나 왕국에서 기독교 신자의 숫자가 증가하면서, 안타나나리보를 포함한 고원지대에서는 석조 교회의 건설이 촉진되었다.

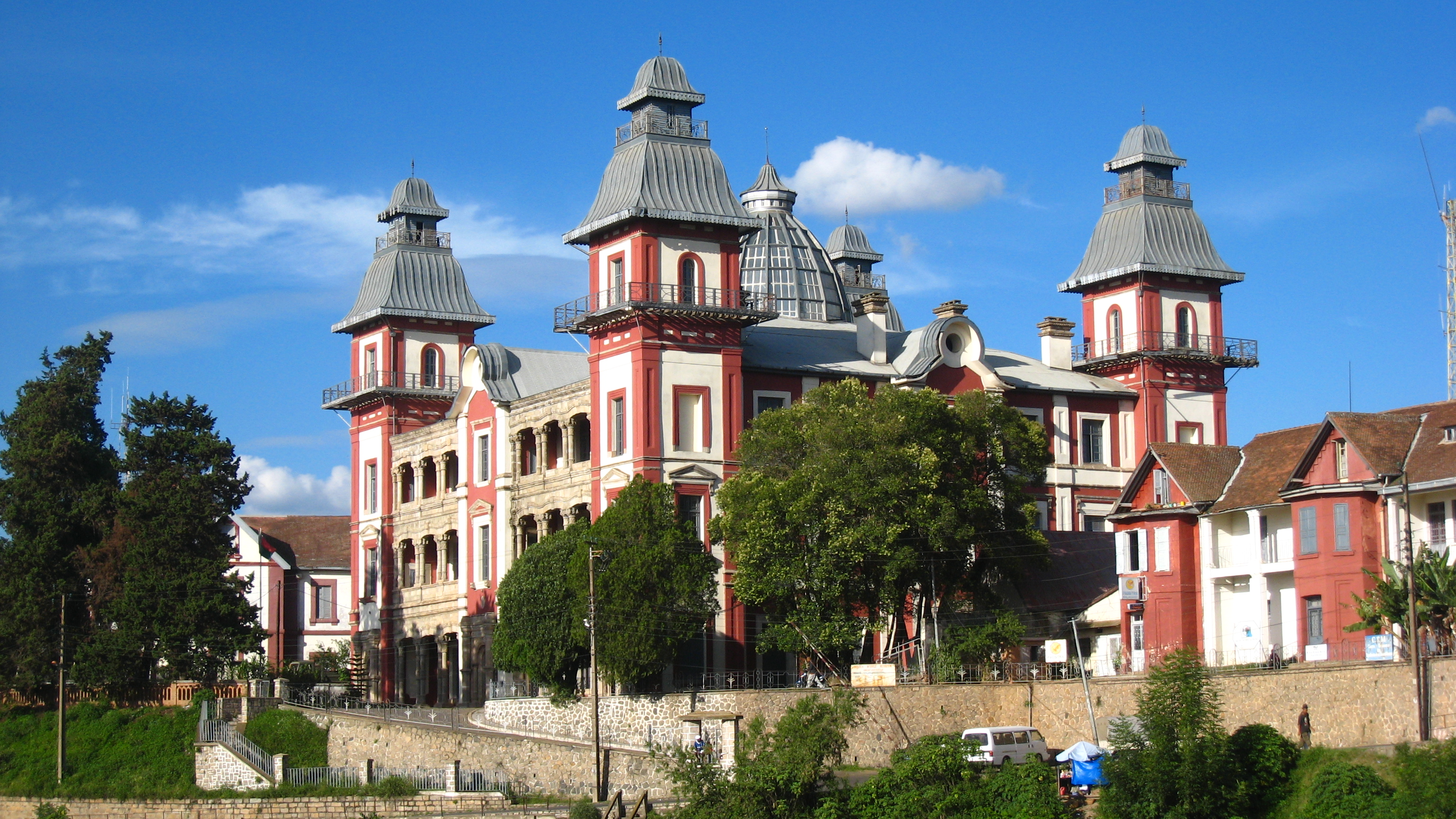
안다피아바라트라 궁은 30년간 총리대신을 지냈던 라이닐리이아리보니의 관저였다.

19세기 중엽까지, 안타나나리보는 도시에서 가장 높은 지점에 있었던 로바(왕궁)를 중심으로 한 지역에 집중되어 있었다. 이 지역은 지금도 la haute ville or la haute ("윗동네")로 표현된다. 도시가 커지면서, 서쪽으로 확장되어갔다. 1864년부터 30년 동안, 총리대신 라이닐라이아리보니(Rainilaiarivony)는 세 명의 여왕들(라쇼헤리나, 라나발로나 2세, 라나발로나 3세)과 함께 통치했다. 1881년, 그는 1820년 처음 소개되었던 의무 보통교육을 강화했다. 또한 선교사들이 운영하는 사범학교, 최초의 약국(1862년), 의학대학과 근대적 병원(1865)을 도입했다. 라이닐라이아리보니는 1873년, 왕궁 곁에 그의 관저인 안다피아바라트라 궁전(Andafiavaratra Palace)을 지었다.

### 프랑스 통치기

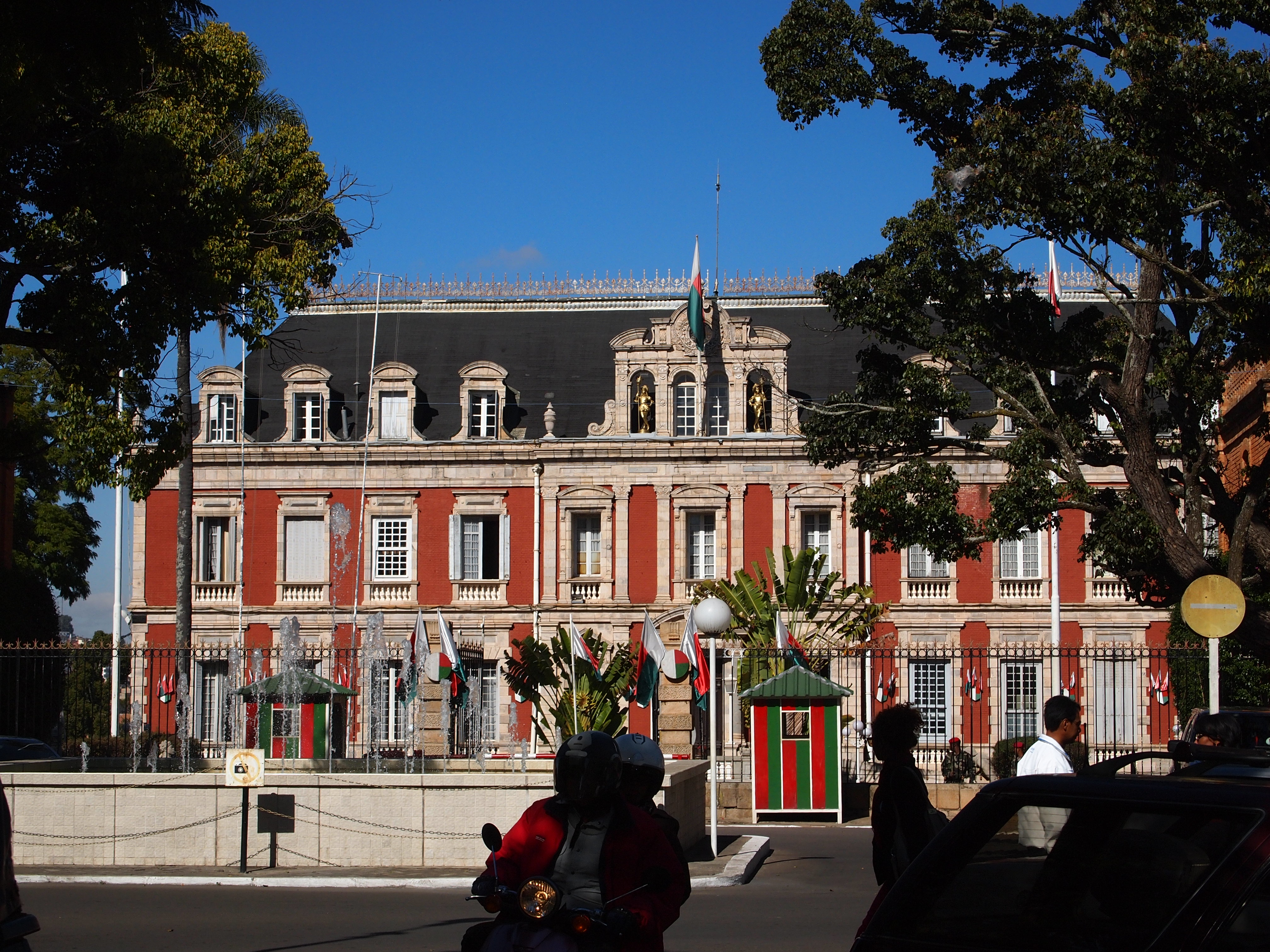
프랑스 구 총독부는 지금 대통령궁(실제 거주는 하지 않음)으로 쓰이며, 암보히초로히트라 궁(Ambohitsorohitra Palace)으로 개칭되었다.

안타나나리보는 1894년 9월 프랑스에 점령되었고, 1896년에 완전히 프랑스의 식민지에 들어간 뒤에도 수도 기능을 유지하였다. 프랑스는 이 도시를 타나나리브(Tananarive)로 불렀다. 1929년 5월에는 안타나나리보에서 프랑스의 식민 통치에 반대하는 시위가 열렸다.
제 2차 세계대전 이후부터 안타나나리보는 급속히 팽창했다. 1950년에는 인구가 17만 5천 명으로 늘었고, 이웃 도시들로 연결되는 도로가 확장되고 포장되었다. 첫 공항은 45 km (28 mi) 떨어진 아리보니마모(Arivonimamo)에 건설되었으나, 1967년에 15 km (9 mi) 떨어진 이바토 공항으로 대체되었다. 안타나나리보 대학교가 문을 연 것은 1958년이었다.

### 독립 이후
1960년 마다가스카르 공화국의 수도가 된 후에도 도시는 급속히 팽창했다. 20세기말에 140만 명의 인구를 가지고 있었으며, 2013년 현재는 210만 명이 거주한다.

## 기후
쾨펜의 기후 구분에 따르면, 안타나나리보는 "아열대 고원기후"(Cwb)이다. 온난하고 건조한 겨울(6,7월)과 따뜻하고 비가 많은 여름(12,1월)인 특징을 보인다. 거의 대부분의 강수량은 11월과 4월 사이에 기록된다. 서리는 드물지만, 좀 더 높은 고지대에서는 더 자주 나타난다. 평균기온의 범위는 20.5 °C (68.9 °F)에서 14.1 °C (57.4 °F)이다.
| 안타나나리보 (1991년~2020년)의 기후               | 안타나나리보 (1991년~2020년)의 기후 | 안타나나리보 (1991년~2020년)의 기후 | 안타나나리보 (1991년~2020년)의 기후 | 안타나나리보 (1991년~2020년)의 기후 | 안타나나리보 (1991년~2020년)의 기후 | 안타나나리보 (1991년~2020년)의 기후 | 안타나나리보 (1991년~2020년)의 기후 | 안타나나리보 (1991년~2020년)의 기후 | 안타나나리보 (1991년~2020년)의 기후 | 안타나나리보 (1991년~2020년)의 기후 | 안타나나리보 (1991년~2020년)의 기후 | 안타나나리보 (1991년~2020년)의 기후 | 안타나나리보 (1991년~2020년)의 기후 |
| 월                                                | 1월                                 | 2월                                 | 3월                                 | 4월                                 | 5월                                 | 6월                                 | 7월                                 | 8월                                 | 9월                                 | 10월                                | 11월                                | 12월                                | 연간                                |
| ------------------------------------------------- | ----------------------------------- | ----------------------------------- | ----------------------------------- | ----------------------------------- | ----------------------------------- | ----------------------------------- | ----------------------------------- | ----------------------------------- | ----------------------------------- | ----------------------------------- | ----------------------------------- | ----------------------------------- | ----------------------------------- |
| 역대 최고 기온 °C (°F)                            | 32.0 (89.6)                         | 31.5 (88.7)                         | 31.1 (88.0)                         | 30.9 (87.6)                         | 29.9 (85.8)                         | 27.4 (81.3)                         | 27.4 (81.3)                         | 29.4 (84.9)                         | 31.5 (88.7)                         | 32.9 (91.2)                         | 34.9 (94.8)                         | 32.2 (90.0)                         | 34.9 (94.8)                         |
| 일평균 최고 기온 °C (°F)                          | 26.4 (79.5)                         | 26.3 (79.3)                         | 26.2 (79.2)                         | 25.5 (77.9)                         | 23.5 (74.3)                         | 21.3 (70.3)                         | 20.4 (68.7)                         | 21.6 (70.9)                         | 23.9 (75.0)                         | 26.0 (78.8)                         | 27.1 (80.8)                         | 27.1 (80.8)                         | 24.6 (76.3)                         |
| 일일 평균 기온 °C (°F)                            | 21.9 (71.4)                         | 21.9 (71.4)                         | 21.7 (71.1)                         | 20.7 (69.3)                         | 18.8 (65.8)                         | 16.5 (61.7)                         | 15.6 (60.1)                         | 16.3 (61.3)                         | 18.0 (64.4)                         | 20.2 (68.4)                         | 21.5 (70.7)                         | 22.1 (71.8)                         | 19.6 (67.3)                         |
| 일평균 최저 기온 °C (°F)                          | 17.4 (63.3)                         | 17.5 (63.5)                         | 17.2 (63.0)                         | 15.9 (60.6)                         | 14.0 (57.2)                         | 11.6 (52.9)                         | 10.7 (51.3)                         | 10.9 (51.6)                         | 12.2 (54.0)                         | 14.3 (57.7)                         | 15.9 (60.6)                         | 17.1 (62.8)                         | 14.6 (58.3)                         |
| 역대 최저 기온 °C (°F)                            | 12.8 (55.0)                         | 13.4 (56.1)                         | 12.1 (53.8)                         | 10.3 (50.5)                         | 6.8 (44.2)                          | 5.4 (41.7)                          | 5.0 (41.0)                          | 6.2 (43.2)                          | 6.0 (42.8)                          | 8.2 (46.8)                          | 9.6 (49.3)                          | 12.4 (54.3)                         | 5.0 (41.0)                          |
| 평균 강수량 mm (인치)                             | 312.3 (12.30)                       | 236.6 (9.31)                        | 156.2 (6.15)                        | 44.6 (1.76)                         | 14.7 (0.58)                         | 5.5 (0.22)                          | 6.2 (0.24)                          | 5.4 (0.21)                          | 7.5 (0.30)                          | 39.3 (1.55)                         | 117.1 (4.61)                        | 226.0 (8.90)                        | 1,171.4 (46.12)                     |
| 평균 강수일수 (≥ 1.0 mm)                          | 16.8                                | 14.3                                | 11.0                                | 4.4                                 | 2.0                                 | 1.4                                 | 0.9                                 | 1.1                                 | 1.0                                 | 4.3                                 | 9.0                                 | 13.6                                | 79.8                                |
| 평균 상대 습도 (%)                                | 79                                  | 80                                  | 79                                  | 77                                  | 77                                  | 77                                  | 76                                  | 74                                  | 70                                  | 69                                  | 71                                  | 77                                  | 76                                  |
| 평균 월간 일조시간                                | 210.5                               | 178.0                               | 199.1                               | 220.5                               | 228.8                               | 206.1                               | 213.9                               | 235.0                               | 249.5                               | 251.0                               | 232.7                               | 201.1                               | 2,626.2                             |
| 출처 1: 미국 해양대기청 (일조시간: 1961년~1990년) |                                     |                                     |                                     |                                     |                                     |                                     |                                     |                                     |                                     |                                     |                                     |                                     |                                     |
| 출처 2: Pogoda (상대습도: 1981년~2010년)          |                                     |                                     |                                     |                                     |                                     |                                     |                                     |                                     |                                     |                                     |                                     |                                     |                                     |

## 교통

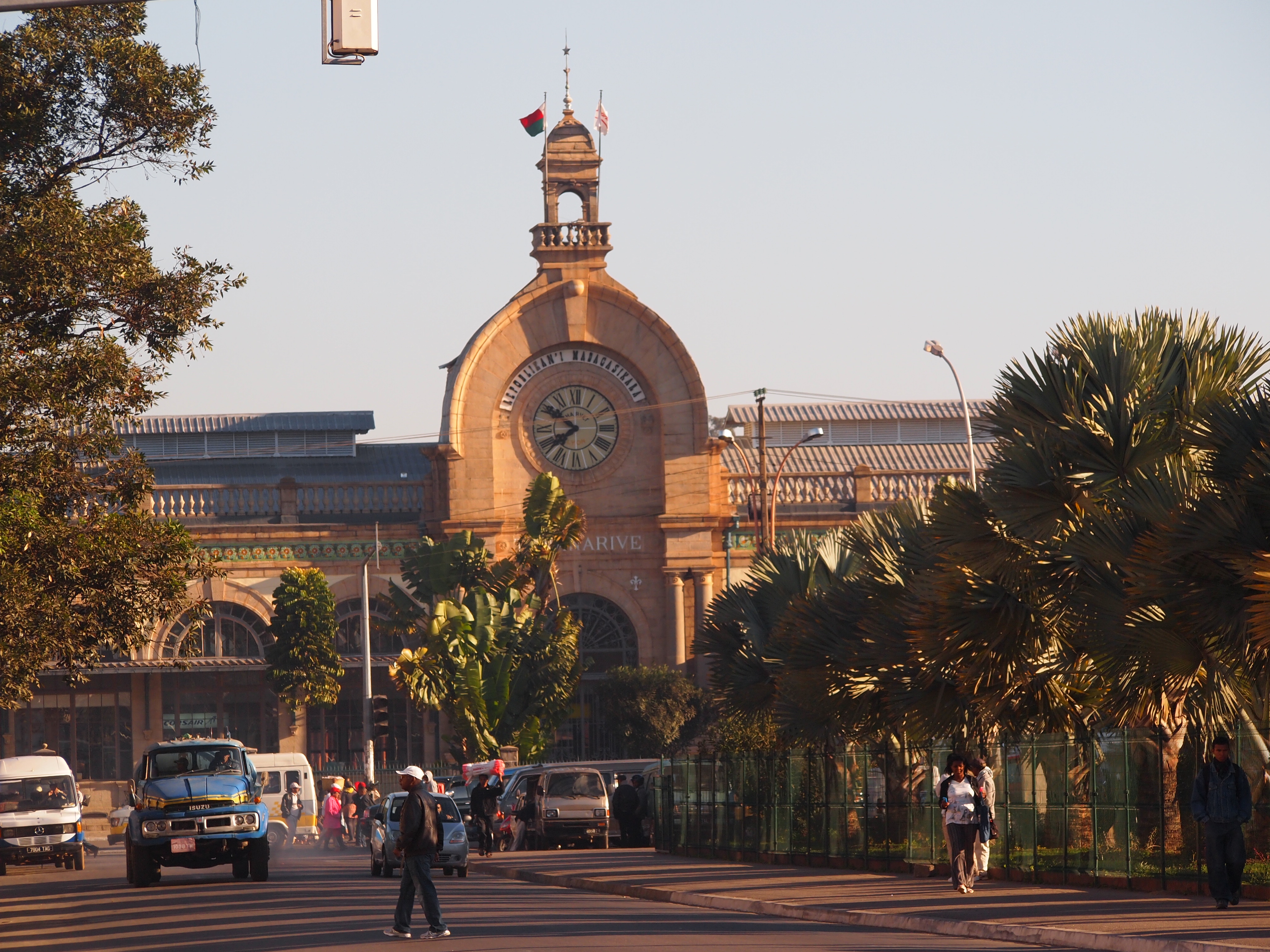
소아라노 역

프랑스 통치기인 1897년, 현재의 독립가(Avenue de l'Indépendance) 끝에 있는 철도역인 소아라노 역으로부터 동쪽의 항구인 토아마시나, 그리고 남쪽 내륙 도시인 피아나란초아로 연결되는 철도가 건설되었다. 마다가스카르에는 아직 섬을 관통하는 철도는 없다.
한편, 안타나나리보에서 15km 떨어진 지점에 위치해 있는 이바토 공항은 세계 여러 도시들과 안타나나리보를 연결한다. 에어 마다가스카르의 허브공항이다.

## 자매 도시
- 아르메니아 예레반
- 러시아 보르쿠타
- 중화인민공화국 쑤저우 시
- 캐나다 몬트리올